# 羅伯特·吉布斯
羅伯特·吉布斯（Robert Gibbs；1971年3月29日—）是麥當勞公司的副總裁和麥當勞的公關負責人。在加入麥當勞之前，吉布斯曾經在奧巴馬的第一個任期內擔任白宮發言人。在2012年，吉布斯曾經擔任歐巴馬的高級競選顧問。